# 사랑은 뷰티풀 인생은 원더풀
《사랑은 뷰티풀 인생은 원더풀》은 2019년 9월 28일부터 2020년 3월 22일까지 방송된 KBS 2TV 주말 드라마이다.

## 등장인물

### 주요 인물
- 설인아: 김청아(29세) 역 - 영애와 영웅의 둘째 딸, 8년차 공시생→지구대 신입 순경
- 김재영: 구준휘(34세) 역 - 유라의 장남, 인터마켓 스포츠 마케팅 팀장, 청아의 연인
- 조윤희: 김설아(35세) 역 - 영애와 영웅의 첫째 딸, 아나운서→재벌가 사모님→라디오 DJ
- 윤박: 문태랑(34세) 역 - 준익의 양아들, 특급호텔 셰프→인터마켓 지하 식당 '소확행' 사장
- 오민석: 도진우(40세) 역 - 화영의 아들, 설아의 남편, 인터마켓 부회장

### 영애네
- 김미숙: 선우영애(64세) 역 - 세 자매(설아, 청아, 연아)의 어머니, 요구르트 배달원
- 박영규: 김영웅(70세) 역 - 세 자매(설아, 청아, 연아)의 아버지, 전직 농구 선수이자 금메달리스트→전업주부→마라탕 가게 직원
- 조유정: 김연아(18세) 역(아역: 옥예린) - 영애와 영웅의 막내딸, 테니스 천재 여고생

### 유라-화영 자매
- 나영희: 홍유라(65세) 역 - 준휘와 준겸의 어머니, 인터마켓가 장녀, 대법원 판사, 시월에게 누명을 씌운 장본인
- 박해미: 홍화영(62세) 역 - 진우의 어머니, 유라의 동생, 인터마켓가 차녀이자 인터마켓 회장

### 준익네
- 정원중: 문준익(61세) 역 - 3남매(태랑, 해랑, 파랑)을 입양한 아버지, 정년을 앞둔 경찰관, 지구대장
- 조우리: 문해랑(본명: 강보름, 29세) 역 - 준익의 양딸, 진우의 비서이자 내연녀→화영의 비서, 청아의 고등학교 동창이자 학교 폭력 가해자→무직
- 류의현: 문파랑(18세) 역 - 준익의 막내아들, 고등학교 전교 1등→대학생

### 청아 주변 인물
- 김진엽: 백림(29세) 역 - 청아의 친구, 인터마켓 마케팅팀 사원
- 이태선: 강시월(29세) 역 - 고아, 소년원 출신의 전과자, 해랑의 잃어버린 쌍둥이 친오빠

### 인터마켓 스포츠 마케팅팀 3인방
- 박영수: 나태평(40대 중반) 역 - 인터마켓 스포츠 마케팅팀 과장
- 김보정: 오덕희(30대 중반) 역 - 인터마켓 스포츠 마케팅팀 대리
- 김은수: 김보통(20대 후반) 역 - 인터마켓 스포츠 마케팅팀 사원

### 그 외 인물
- 진호은: 구준겸 역 - 유라의 작은아들이자 준휘의 동생, 박끝순 뺑소니 교통사고 진범(2회 방송분에서 자살)
- 이수미: 유라네 가사 도우미 역
- 미상: 차강수 실장 역
- 미상: 이종훈 역 - 지구대 순경
- 미상: 박경민 역 - 지구대 순경
- 박수민: 간호사 역
- 김진서: 시월을 담당한 신부 역
- 박승태: 구례군 할머니 역
- 박기륭: 퀵서비스 사장 역
- 박찬우: 마라탕 가게 사장 역
- 김미혜: 여 기자 역
- 배유리: 방송국 작가 역
- 최찬숙: 이웃집 할머니 역
- 임은지

### 특별 출연
- 오정연: 배현지 역 - 설아의 선배 아나운서
- 김다솜: 김다솜 역 - 설아를 돕는 배우
- 설정환: 윤 선배 역 - 설아를 좋아하는 방송국 기자

## 시청률
최저 시청률과 최고 시청률은 시청률 조사회사와 지역별로 시청률에 차이가 있을 수 있습니다.
| 2019년      | 2019년      | 2019년         | 2019년         | 2019년       |
| 회차        | 방송일      | TNmS 시청률    | AGB 시청률     | AGB 시청률   |
| 회차        | 방송일      | 대한민국(전국) | 대한민국(전국) | 서울(수도권) |
| ----------- | ----------- | -------------- | -------------- | ------------ |
| 제1회       | 9월 28일    | 19.3%          | 17.1%          | 15.9%        |
| 제2회       | 9월 28일    | 22.2%          | 19.6%          | 17.8%        |
| 제3회       | 9월 29일    | 20.9%          | 20.2%          | 19.1%        |
| 제4회       | 9월 29일    | 25.3%          | 24.1%          | 23.0%        |
| 제5회       | 10월 5일    | 19.2%          | 18.5%          | 17.2%        |
| 제6회       | 10월 5일    | 22.0%          | 20.7%          | 19.6%        |
| 제7회       | 10월 6일    | 20.8%          | 21.7%          | 20.6%        |
| 제8회       | 10월 6일    | 24.6%          | 25.7%          | 24.2%        |
| 제9회       | 10월 12일   | 18.0%          | 19.2%          | 18.0%        |
| 제10회      | 10월 12일   | 20.1%          | 22.2%          | 21.3%        |
| 제11회      | 10월 13일   | 19.4%          | 20.3%          | 19.1%        |
| 제12회      | 10월 13일   | 23.0%          | 24.0%          | 22.5%        |
| 제13회      | 10월 19일   | 17.7%          | 16.9%          | 15.3%        |
| 제14회      | 10월 19일   | 20.7%          | 20.2%          | 19.1%        |
| 제15회      | 10월 20일   | 20.4%          | 20.5%          | 19.3%        |
| 제16회      | 10월 20일   | 24.0%          | 23.6%          | 22.2%        |
| 제17회      | 10월 26일   |                | 13.6%          | 12.7%        |
| 제18회      | 10월 26일   |                | 13.6%          | 12.7%        |
| 제19회      | 10월 27일   | 18.7%          | 18.8%          | 17.9%        |
| 제20회      | 10월 27일   | 22.6%          | 23.0%          | 22.0%        |
| 제21회      | 11월 2일    | 17.7%          | 17.3%          | 16.6%        |
| 제22회      | 11월 2일    | 20.9%          | 20.3%          | 20.0%        |
| 제23회      | 11월 3일    | 19.5%          | 20.6%          | 19.7%        |
| 제24회      | 11월 3일    | 22.6%          | 23.6%          | 22.4%        |
| 제25회      | 11월 9일    | 16.9%          | 17.2%          | 20.2%        |
| 제26회      | 11월 9일    | 19.9%          | 16.0%          | 18.6%        |
| 제27회      | 11월 10일   | 19.5%          | 20.7%          | 24.0%        |
| 제28회      | 11월 10일   | 22.8%          | 20.2%          | 22.9%        |
| 제29회      | 11월 16일   | 17.3%          | 17.9%          | 16.0%        |
| 제30회      | 11월 16일   | 20.4%          | 20.8%          | 18.6%        |
| 제31회      | 11월 17일   | 19.3%          | 20.9%          | 19.7%        |
| 제32회      | 11월 17일   | 23.1%          | 25.0%          | 23.5%        |
| 제33회      | 11월 23일   | 18.3%          | 19.2%          | 18.1%        |
| 제34회      | 11월 23일   | 22.3%          | 23.2%          | 21.7%        |
| 제35회      | 11월 24일   | 22.4%          | 24.4%          | 23.2%        |
| 제36회      | 11월 24일   | 26.1%          | 28.3%          | 26.7%        |
| 제37회      | 11월 30일   | 19.3%          | 19.6%          | 18.3%        |
| 제38회      | 11월 30일   | 23.5%          | 23.3%          | 21.7%        |
| 제39회      | 12월 1일    | 21.1%          | 23.5%          | 22.3%        |
| 제40회      | 12월 1일    | 26.0%          | 27.8%          | 26.2%        |
| 제41회      | 12월 7일    |                | 20.2%          | 18.2%        |
| 제42회      | 12월 7일    |                | 24.0%          | 21.9%        |
| 제43회      | 12월 8일    | 22.5%          | 23.6%          | 22.5%        |
| 제44회      | 12월 8일    | 25.6%          | 27.3%          | 26.2%        |
| 제45회      | 12월 14일   | 20.1%          | 19.5%          | 18.4%        |
| 제46회      | 12월 14일   | 23.8%          | 23.2%          | 22.0%        |
| 제47회      | 12월 15일   | 22.1%          | 23.7%          | 23.5%        |
| 제48회      | 12월 15일   | 26.4%          | 27.0%          | 26.3%        |
| 제49회      | 12월 21일   | 20.3%          | 21.9%          | 21.0%        |
| 제50회      | 12월 21일   | 24.3%          | 25.7%          | 24.3%        |
| 제51회      | 12월 22일   | 23.6%          | 24.4%          | 22.5%        |
| 제52회      | 12월 22일   | 27.4%          | 27.7%          | 26.4%        |
| 2020년      |             |                |                |              |
| 제53회      | 1월 4일     | 18.2%          | 19.4%          | 19.5%        |
| 제54회      | 1월 4일     | 22.8%          | 23.8%          | 23.6%        |
| 제55회      | 1월 5일     | 24.0%          | 24.7%          | 23.5%        |
| 제56회      | 1월 5일     | 28.0%          | 29.0%          | 28.2%        |
| 제57회      | 1월 11일    | 19.9%          | 18.4%          | 17.2%        |
| 제58회      | 1월 11일    | 24.9%          | 23.1%          | 21.8%        |
| 제59회      | 1월 12일    | 23.3%          | 24.0%          | 22.8%        |
| 제60회      | 1월 12일    | 26.9%          | 26.5%          | 25.4%        |
| 제61회      | 1월 18일    | 20.5%          | 21.9%          | 21.1%        |
| 제62회      | 1월 18일    | 24.5%          | 26.1%          | 25.1%        |
| 제63회      | 1월 19일    | 22.4%          | 23.4%          | 22.3%        |
| 제64회      | 1월 19일    | 27.0%          | 27.8%          | 26.4%        |
| 제65회      | 1월 25일    | 15.7%          | 17.4%          | 16.8%        |
| 제66회      | 1월 25일    | 19.1%          | 21.0%          | 20.5%        |
| 제67회      | 1월 26일    | 21.1%          | 21.8%          | 20.9%        |
| 제68회      | 1월 26일    | 25.7%          | 25.0%          | 23.7%        |
| 제69회      | 2월 1일     | 20.5%          | 20.9%          | 19.6%        |
| 제70회      | 2월 1일     | 25.0%          | 25.0%          | 23.7%        |
| 제71회      | 2월 2일     | 23.7%          | 23.9%          | 23.1%        |
| 제72회      | 2월 2일     | 28.0%          | 28.0%          | 26.7%        |
| 제73회      | 2월 8일     | 20.1%          | 21.3%          | 19.9%        |
| 제74회      | 2월 8일     | 25.1%          | 26.1%          | 24.4%        |
| 제75회      | 2월 9일     | 24.9%          | 25.2%          | 23.4%        |
| 제76회      | 2월 9일     | 28.9%          | 28.8%          | 26.9%        |
| 제77회      | 2월 15일    | 19.8%          | 20.9%          | 20.1%        |
| 제78회      | 2월 15일    | 24.0%          | 25.0%          | 24.0%        |
| 제79회      | 2월 16일    | 25.7%          | 27.5%          | 27.3%        |
| 제80회      | 2월 16일    | 29.1%          | 30.4%          | 29.9%        |
| 제81회      | 2월 22일    | 21.0%          | 22.4%          | 21.3%        |
| 제82회      | 2월 22일    | 25.6%          | 26.9%          | 26.0%        |
| 제83회      | 2월 23일    | 26.3%          | 26.4%          | 25.1%        |
| 제84회      | 2월 23일    | 30.3%          | 30.6%          | 29.2%        |
| 제85회      | 2월 29일    | 20.8%          | 22.6%          | 22.4%        |
| 제86회      | 2월 29일    | 25.8%          | 27.0%          | 25.9%        |
| 제87회      | 3월 1일     | 25.6%          | 27.2%          | 26.0%        |
| 제88회      | 3월 1일     | 29.4%          | 31.5%          | 30.3%        |
| 제89회      | 3월 7일     | 22.5%          | 24.3%          | 22.7%        |
| 제90회      | 3월 7일     | 26.3%          | 29.5%          | 27.5%        |
| 제91회      | 3월 8일     | 27.1%          | 28.8%          | 27.6%        |
| 제92회      | 3월 8일     | 31.1%          | 32.3%          | 31.0%        |
| 제93회      | 3월 14일    | 16.3%          | 15.9%          | 14.8%        |
| 제94회      | 3월 14일    | 24.5%          | 26.3%          | 24.6%        |
| 제95회      | 3월 15일    | 28.5%          | 28.8%          | 27.9%        |
| 제96회      | 3월 15일    | 30.6%          | 31.2%          | 30.3%        |
| 제97회      | 3월 21일    | 24.5%          | 25.4%          | 24.9%        |
| 제98회      | 3월 21일    | 28.0%          | 29.6%          | 29.3%        |
| 제99회      | 3월 22일    | 27.8%          | 29.2%          | 28.8%        |
| 제100회     | 3월 22일    | 31.5%          | 32.0%          | 31.5%        |
| 평균 시청률 | 평균 시청률 | -              | 23.53%         | 22.40%       |
| 2019년      |             |                |                |              |
| 스페셜      | 12월 28일   | -              | 14.3%          | 13.5%        |
| 스페셜      | 12월 28일   | -              | 14.5%          | 13.9%        |
| 스페셜      | 12월 29일   | -              | 12.4%          | 11.6%        |
| 스페셜      | 12월 29일   | -              | 13.5%          | 13.2%        |

## 결방 및 편성 변경 사유
- 2019년 10월 26일: KBS 스포츠 2019년 한국시리즈 4차전 두산 베어스 VS 키움 히어로즈 중계방송으로 인해 저녁 8시 55분과 밤 9시 35분으로 편성 변경되었다.(17회, 18회)
- 2019년 12월 28일, 2019년 12월 29일: 송년특집 스페셜(4부작) 편성으로 인해 결방되었다.

## 수상 및 후보
| 연도 | 시상식                         | 부문                        | 수상자        | 결과 |
| ---- | ------------------------------ | --------------------------- | ------------- | ---- |
| 2019 | KBS 연기대상                   | 장편드라마 부문 여자 우수상 | 설인아        | 수상 |
| 2019 | KBS 연기대상                   | 장편드라마 부문 여자 우수상 | 김미숙        | 후보 |
| 2019 | KBS 연기대상                   | 장편드라마 부문 여자 우수상 | 조윤희        | 후보 |
| 2019 | KBS 연기대상                   | 장편드라마 부문 남자 우수상 | 오민석        | 수상 |
| 2019 | KBS 연기대상                   | 장편드라마 부문 남자 우수상 | 윤박          | 후보 |
| 2019 | KBS 연기대상                   | 남자 신인상                 | 김재영        | 수상 |
| 2019 | KBS 연기대상                   | 여자 신인상                 | 조우리        | 후보 |
| 2019 | KBS 연기대상                   | 베스트 커플상               | 설인아·김재영 | 후보 |
| 2019 | KBS 연기대상                   | 베스트 커플상               | 조윤희·윤박   | 후보 |
| 2019 | KBS 연기대상                   | 네티즌상                    | 윤박          | 후보 |
| 2019 | KBS 연기대상                   | 네티즌상                    | 설인아        | 후보 |
| 2019 | KBS 연기대상                   | 네티즌상                    | 조윤희        | 후보 |
| 2020 | 제7회 아시아태평양 스타 어워즈 | 연속극 부문 남자 우수연기상 | 윤박          | 후보 |
| 2020 | 제7회 아시아태평양 스타 어워즈 | 연속극 부문 여자 우수연기상 | 설인아        | 후보 |

## 참고 사항
- 월요일 예능 프로그램 《대국민 토크쇼 안녕하세요》 종영[2] 이후, 월요일, 화요일 밤 11시 10분에 재방송될 예정이었지만 무산되었다.
- 김연아 역은 당초 권은빈이 낙점됐으나 스케줄 문제로 인해 조유정으로 변경되었다.[3]
- 63회부터 KBS 1TV 일일 드라마 《내일도 맑음》, 《여름아 부탁해》를 집필한 구지원 작가가 중도투입되어 배유미 작가와 공동집필하였다.
- 방송심의소위원회는 2019년 9월 28일 방송분에서 강물에 투신하여, 동반 자살을 암시하는 장면을 내보낸 해당 드라마를 법정 제재(권고) 의견으로 전체회의에 상정하기로 결정했다.[4] 이에 방송통신위원회는 방송심의에 관한 규정 제38조2(자살묘사)제1항 및 제44조(수용수준)제2항을 위반하였다고 판단하여, '주의' 조치를 내렸다. KBS 드라마본부 측은 해당 사실을 93회 방송 직전에 고지하였다.

## 경쟁 프로그램
- MBC 주말 특별기획 드라마 《두 번은 없다》(2019년 11월 2일~2020년 3월 7일)

## 같이 보기
- 대한민국의 텔레비전 드라마 목록 (ㅅ)
- 2019년 대한민국의 텔레비전 드라마 목록